# Филипп Саксен-Мерзебург-Лаухштедтский
Филипп Саксен-Мерзебург-Лаухштедтский (нем. Philipp von Sachsen-Merseburg-Lauchstädt; 26 октября 1657 — 1 июля 1690) — герцог Саксен-Мерзебург-Лаухштедтский.

## Биография
Филипп был пятым ребёнком (третьим из выживших) Саксен-Мерзебургского герцога Кристиана I и его жены Кристианы Шлезвиг-Гольштейн-Зондербург-Глюксбургской. Герцог Кристиан выделил каждому из своих сыновей небольшие земельные владения, однако право собственности над ними оставалось у главной саксен-мерзебургской линии, поэтому власть новых герцогов была сильно ограниченной. Филиппу достался город Лаухштедт.
Филиппу было разрешено восстановить для себя и своей семьи Лаухштедтский замок, пострадавший в годы Тридцатилетней войны, а также использовать замковую церковь в качестве приходской. В 1685 году в этой церкви в наполовину восстановленном замке состоялась первая служба.
Филипп посвятил себя военной карьере, и участвовал в войне Аугсбургской лиги в качестве офицера имперской армии. В 1690 году он погиб в битве при Флерюсе. Его единственный выживший сын умер за месяц до гибели отца, наследников мужского пола у Филиппа не осталось, и Лаухштедт вернулся в состав герцогства Саксен-Мерзебург.

## Семья и дети
9 июля 1684 года Филипп женился в Веймаре на Элеоноре Софии, дочери Иоганна Эрнста II Саксен-Веймарского. У них было двое детей, не доживших до совершеннолетия:
- Кристиана Эрнестина (1685—1689)
- Иоганн Вильгельм (1687—1687)

17 августа 1688 года, через 18 месяцев после смерти первой жены, Филипп женился в Бернштадте-на-Айгене на Луизе Елизавете Вюртемберг-Эльсской, дочери герцога Кристиана Ульриха I Вюртемберг-Эльсского и Анны Елизаветы Ангальт-Бернбургской. У них был один сын:
- Кристиан Людвиг (1689—1690)